# Baltaji járás

A Baltaji járás a Szaratovi területen

A Baltaji járás (oroszul: Балтайский муниципальный район) Oroszország egyik járása a Szaratovi területen. Székhelye Baltaj.

## Népesség
- 1989-ben 12 400 lakosa volt.
- 2002-ben 13 722 lakosa volt.
- 2010-ben 12 282 lakosa volt, melyből 9 997 orosz, 1 105 örmény, 390 tatár, 263 mordvin, 72 ukrán, 69 csuvas stb.